# راجح السباتين
راجح إبراهيم السباتين، (مواليد 30 سبتمبر 1969) أكاديمي وباحث أردني من أصل فلسطيني. حاصل على درجات الدكتوراة والماجستير والبكالوريوس في العقيدة الإسلامية. له العديد من المؤلفات والكتب، أهمها: «شبهات ومطاعن الاستشراق الديني في مواجهة الإسلام ونبوة محمد»، «المسيحية البروتستانتية وعلاقتها بالصهيونية في الولايات المتحدة»، «موقف الكنيسة الغربية من الإسلام ونبوة محمد». قام بإنشاء مدونة إلكترونية تعليمية حملت عنوان إسلام إن كاونتر.

## الروابط الخارجية
1. ↑  "راجح إبراهيم السباتين الأرشيف". المكتبة المفتوحة. مؤرشف من الأصل في 2023-01-20. اطلع عليه بتاريخ 2023-12-30.
2. ↑  "د. راجح إبراهيم السباتين - شبكة الألوكة - الكتاب والمفكرون". www.alukah.net. مؤرشف من الأصل في 2022-05-19. اطلع عليه بتاريخ 2023-12-30.